# План Б (телесериал)
План Б (англ. Plan B) — канадский драматический телесериал, премьера которого состоялась на канале CBC Television 27 февраля 2023 года.
Адаптация франкоязычного квебекского сериала «План Б», премьера которого состоялась на Ici Radio-Canada Télé в 2017 году. Этот сериал представляет собой антологию, посвященную таинственному агентству, которое позволяет людям путешествовать во времени, чтобы изменить свою жизнь. Каждым сезон, рассказывающий свою самостоятельную историю.

## Предпосылка создания
В первом сезоне Патрик Дж. Адамс играет Филлипа, человека, которому предоставляется возможность вернуться в прошлое, чтобы сделать другой жизненный выбор, спасти свой брак с Эвелин (Карин Ванасс) и свою карьеру после серьезной личной неудачи.
Во втором сезоне Винесса Антуан сыграет Мию Коулман, полицейского, которая хочет изменить свои действия после того, как её вмешательство в семейный спор между Полом (Винсент Леклерк) и Кери (Сара Бут) Уитмен пошло катастрофически неправильно. Второй сезон английского сериала адаптирован из третьего, а не второго сезона французского сериала, и в нём два актера, Леклерк и Патрик Эммануэль Абеллар в роли партнера Мии по полиции, повторят те же роли, которые они играли в сериале на французском.

## Актёрский состав

### 1 сезон
- Патрик Дж. Адамс в роли Филиппа Гриммера (оригинальный французский: Луи Мориссетт в роли Филиппа Жирара).
- Карин Ванасс в роли Эвелин Лэндри (оригинальный французский: Магали Лепин-Блондо в роли Эвелин Лалонд).
- Франсуа Арно в роли Патрика Ландри (оригинальный французский: Эмиль Пру-Клотье в роли Патрика Лалонда).
- Джош Клоуз в роли Энди Трембле (оригинальный французский: Фабьен Клотье в роли Андре Дюмэ).
- Тройэн Беллисарио в роли Миранды Делано (оригинальный французский: Жюли Ле Бретон в роли Мари Денонкур).

### 2 сезон
- Винесса Антуан в роли Миа Коулман (оригинальный французский: Анн-Элизабет Боссе в роли Милен Клермон).
- Винсент Леклерк в роли Пола Уитмена (оригинальный французский: Винсент Леклерк в роли Бруно Бернье).
- Сара Бут в роли Кери Уитмен (оригинальный французский: Мелани Пилон в роли Кэролайн Надо).
- Патрик Эммануэль Абеллард в роли Тайлера (оригинальный французский: Патрик Эммануэль Абеллард в роли Патрика Гримара).
- Россиф Сазерленд в роли Брайсона (оригинальный французский: Пьер-Люк Бриллан в роли Гийома Раймона).

## Сезоны

### 1 сезон
| № | Название | Режиссёр            | Автор сценария                                                                         | Дата премьеры    |
| - | -------- | ------------------- | -------------------------------------------------------------------------------------- | ---------------- |
| 1 | 1 серия  | Максим Жиру         | Телесценарий : Линн Камм и Жан-Франсуа Асселин Сюжет : Брюс Смит                       | февраль 27, 2023 |
| 2 | 2 серия  | Максим Жиру         | Телесценарий : Линн Камм и Жан-Франсуа Асселин Сюжет : Брюс Смит                       | март 6, 2023     |
| 3 | 3 серия  | Эшлинг Чин-Йи       | Линн Камм                                                                              | март 20, 2023    |
| 4 | 4 серия  | Эшлинг Чин-Йи       | Телесценарий : Линн Камм и Жан-Франсуа Асселин Сюжет : Брюс Смит                       | март 27, 2023    |
| 5 | 5 серия  | Эшлинг Чин-Йи       | Линн Камм                                                                              | апрель 3, 2023   |
| 6 | 6 серия  | Жан-Франсуа Асселен | Телесценарий : Брюс Смит, Линн Камм, Жан-Франсуа Асселин и Жак Дроле Сюжет : Брюс Смит | апрель 10, 2023  |

## Производство

### Разработка
Продюсером сериала является компания KOTV, режиссеры Жан-Франсуа Асслен, Эшлинг Чин-Йи и Максим Жиру. Английскую адаптацию написала Линн Камм; Соавторами оригинального франкоязычного сериала являются Жан Франсуа Асселен и Жак Дроле.
22 сентября 2023 года канал CBC анонсировал второй сезон «Плана Б».

### Выбор актёров
В июне 2022 года были выбраны Патрика Дж. Адамса и Карин Ванасс на главные роли. В августе 2022 года было объявлено, что Франсуа Арно, Джош Клоуз и Тройэн Беллисарио присоединятся к актерскому составу в нераскрытых ролях.